# Almin Bejic

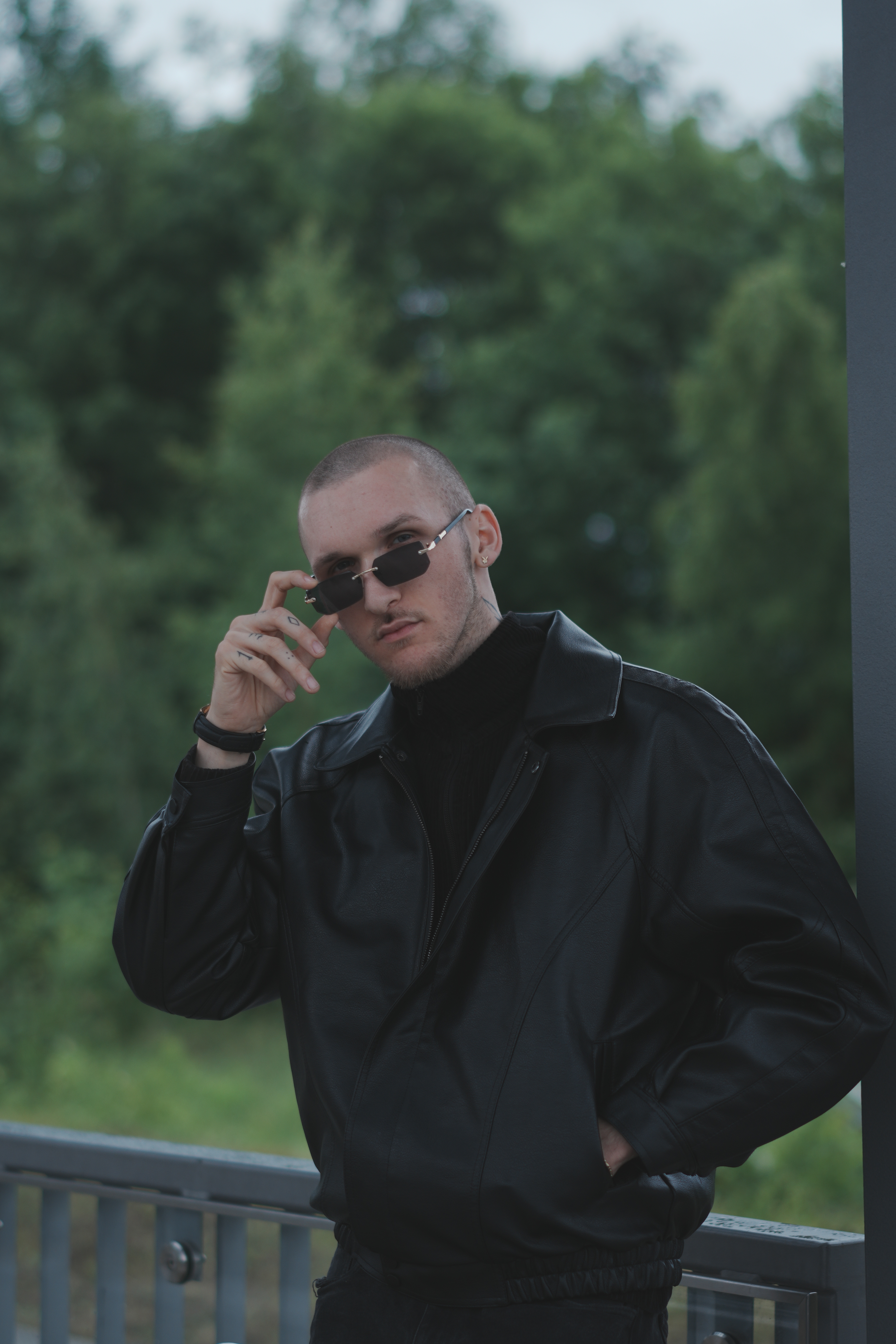
Almin Bejic (2025)

Almin Bejic (* 4. Mai 2004 in Zenica, Bosnien und Herzegowina) ist ein deutsch-bosnischer Schauspieler.

## Leben
Bejic wurde in Zenica geboren und kam in jungen Jahren nach Deutschland. Er lebt und arbeitet derzeit in Bayern. Schon früh interessierte er sich für Schauspiel und begann erste Kameraerfahrungen in studentischen Kurzfilmproduktionen und TV-Formaten zu sammeln.
In seiner ersten Hauptrolle spielte er 2025 in einer Folge des Formats Der Blaulicht Report den Kriminellen Jason Zurch. Im ORF-Tatort Wir sind nicht zu fassen! hatte er im selben Jahr eine Nebenrolle inne.

## Rezeption
In der bosnischen Presse wurde Bejic als aufstrebender Schauspieler im Ausland dargestellt. So berichtete das Nachrichtenportal faktor.ba ausführlich über seinen Werdegang, seinen Bezug zur Heimatstadt Tešanj und seine persönlichen Herausforderungen. Auch das Portal Zos Radio berichtete über seine Entwicklung als Schauspieler.

## Filmographie
- 2025: Der Blaulicht Report (Fernsehserie, Folge Erwischt)
- 2025: Tatort: Wir sind nicht zu fassen! (Fernsehreihe)